# Magic!
Magic! (zapis stylizowany: MAGIC!) – kanadyjski zespół muzyczny wykonujący muzykę z pogranicza reggae oraz popu, stworzony przez piosenkarza oraz producenta Nasriego Atweha, oraz Marka Pallizzera, Alexa Tanasa oraz Bena Spivaka. W 2013 grupa wydała swój pierwszy singel „Rude”, który promował jej debiutancki album Don't Kill the Magic. Utwór dotarł do pierwszego miejsca listy Hot 100.

## Dyskografia

### Albumy
| Tytuł                | Szczegóły albumu                                                                               | Najwyższa pozycja | Najwyższa pozycja | Najwyższa pozycja | Najwyższa pozycja | Najwyższa pozycja | Sprzedaż                  |
| Tytuł                | Szczegóły albumu                                                                               | CAN               | AUS               | NZ                | SWE               | US                | Sprzedaż                  |
| -------------------- | ---------------------------------------------------------------------------------------------- | ----------------- | ----------------- | ----------------- | ----------------- | ----------------- | ------------------------- |
| Don't Kill the Magic | - Wydany: 30 czerwca 2014 - Wytwórnia: Sony Music Entertainment - Format: CD, digital download | 5                 | 66                | 30                | 50                | 6                 | - CAN: 3,500 - US: 36,000 |
| Primary Colors       | - Wydany: 1 lipca 2016 - Wytwórnia: Sony Music Entertainment - Format: CD, digital download    |                   |                   |                   |                   |                   |                           |

### Single
| Tytuł                                       | Rok  | Najwyższa pozycja | Najwyższa pozycja | Najwyższa pozycja | Najwyższa pozycja | Najwyższa pozycja | Najwyższa pozycja | Najwyższa pozycja | Najwyższa pozycja | Najwyższa pozycja | Najwyższa pozycja | Certyfikaty                                          | Album                |
| Tytuł                                       | Rok  | CAN               | AUS               | AUT               | DEN               | GER               | NLD               | NZ                | SWE               | UK                | US                | Certyfikaty                                          | Album                |
| ------------------------------------------- | ---- | ----------------- | ----------------- | ----------------- | ----------------- | ----------------- | ----------------- | ----------------- | ----------------- | ----------------- | ----------------- | ---------------------------------------------------- | -------------------- |
| "Rude"                                      | 2013 | 6                 | 2                 | 3                 | 3                 | 7                 | 5                 | 2                 | 2                 | 1                 | 1                 | - MC: 3× platyna - ARIA: 2× Platinum - RMNZ: Platyna | Don't Kill the Magic |
| "Don't Kill the Magic"                      | 2014 | 24                | 53                | —                 | —                 | —                 | —                 | —                 | —                 | —                 | —                 |                                                      | Don't Kill the Magic |
| "Let Your Hair Down"                        | 2014 | 29                | —                 | —                 | —                 | —                 | —                 | —                 | —                 | —                 | —                 |                                                      | Don't Kill the Magic |
| "—" utwór nie był notowany na danej liście. |      |                   |                   |                   |                   |                   |                   |                   |                   |                   |                   |                                                      |                      |